# Chiesa di Sant'Anna (Geraci Siculo)
La chiesa di Sant'Anna al Castello è una chiesa di Geraci Siculo.

## Storia
Si ritiene sia la cappella palatina dei Ventimiglia, pertanto la sua storia sembra legata alle vicende storiche-culturali del signore di Geraci. Fu costruita o ricostruita entro le mura del Castello da Francesco I Ventimiglia che ereditò la contea di Geraci dal padre Alduino; ciò è attestato da una lapide oggi sistemata all'interno della cappella. L'anno di costruzione della chiesa non è stato definito precisamente in quanto si tramanda che la reliquia di Sant'Anna era già custodita e venerata nell'antico castello sin dal 1242. Degli elementi originali della chiesa rimangono le colonnine in pietra viva con capitelli che, a gruppi di tre, poggiano nei muri laterali. Sull'altare vi è la tela raffigurante la Natività di Maria attribuita a Giuseppe Salerno, detto Lo Zoppo di Ganci, e nel muro di sinistra l'acquasantiera in pietra scolpita.
In questa chiesa ogni anno si svolgono due manifestazioni religiose: il 26 luglio la festa di Sant'Anna e l'8 settembre la festa della Beata Vergine Maria Bambina.